# قران (سنندج)
قران (سنندج)، روستای نگل حدفاصل سنندج به مریوان حوالی اورامانات از توابع بخش مرکزی شهرستان سنندج در استان کردستان ایران است.

## جمعیت
این روستا در دهستان نران قرار دارد و براساس سرشماری مرکز آمار ایران در سال ۱۳۸۵، جمعیت آن ۴۵ نفر (۱۱خانوار) بوده‌است.